# Îles Vierges britanniques aux Jeux olympiques d'été de 2020
Les Îles Vierges britanniques participent aux Jeux olympiques d'été de 2020 à Tokyo. Il s'agit de leur 10e participation aux Jeux d'été.

## Athlètes engagés
| Sport      | Hommes | Femmes | Total |
| ---------- | ------ | ------ | ----- |
| Athlétisme | 1      | 1      | 2     |
| Natation   | 0      | 1      | 1     |
| Total      | 1      | 2      | 3     |

## Résultats

### Athlétisme
Le hurdler Kyron McMaster, 4e des derniers championnats du monde, réussit les minimas olympiques sur le 400m haies en passant régulièrement en dessous des 48s90.
Il est accompagné de Chantel Malone, spécialiste du saut en longueur, qui au cours de la saison 2021 fait partie des quelques athlètes à avoir franchir les sept mètres.
Enfin, au lancer de poids, Eldred Henry a porté son record personnel à 21,47m lors du meeting NCAA Division II. Qualifié, il doit cependant déclaré forfait début juillet pour une blessure au coude
| Athlète        | Épreuve              | Séries  | Séries | Demi-finales | Demi-finales | Finale    | Finale |
| Athlète        | Épreuve              | Temps   | Rang   | Temps        | Rang         | Temps     | Rang   |
| -------------- | -------------------- | ------- | ------ | ------------ | ------------ | --------- | ------ |
| Kyron McMaster | 400 m haies masculin | 48 s 79 | 1er    | 48 s 26      | 1er          | 47 s 8 NR | 4e     |

| Athlète        | Épreuve                  | Qualification | Qualification | Finale      | Finale |
| Athlète        | Épreuve                  | Performance   | Rang          | Performance | Rang   |
| -------------- | ------------------------ | ------------- | ------------- | ----------- | ------ |
| Chantel Malone | Saut en longueur féminin | 6,82 m        | 5e            | 6,50 m      | 12e    |

### Natation
Le comité bénéficie d'une place attribuée au nom de l'universalité des Jeux. 
| Athlète        | Épreuve         | Séries  | Séries | Demi-finales | Demi-finales | Finale   | Finale   |
| Athlète        | Épreuve         | Temps   | Rang   | Temps        | Rang         | Temps    | Rang     |
| -------------- | --------------- | ------- | ------ | ------------ | ------------ | -------- | -------- |
| Elinah Phillip | 50 m nage libre | 25 s 74 | 24e    | Éliminée     | Éliminée     | Éliminée | Éliminée |